# Ilja Pokorski
Ilja Nikołajewicz Pokorski (ros. Илья Николаевич Покорский, ur. 20 lipca?/2 sierpnia 1914 we wsi Łuzgino w obwodzie zabajkalskim, zm. 17 maja 1990 w Irkucku) – radziecki działacz partyjny, Bohater Pracy Socjalistycznej (1957).

## Życiorys
Urodził się w biednej chłopskiej rodzinie polskiego pochodzenia. W 1935 ukończył technikum w Barnaule, w latach 1935–1940 pracował jako agrotechnik i starszy agronom stanicy maszynowo-traktorowej, 1940–1942 był dyrektorem stanicy maszynowo-traktorowej, 1942–1943 był zastępcą przewodniczącego, a 1943-1946 przewodniczącym komitetu wykonawczego rady ajmakowej Ust-Ordyńsko-Buriackiego Okręgu Autonomicznego. Od 1941 należał do WKP(b), w 1946 został I sekretarzem rejonowego komitetu WKP(b) w Ust-Ordyńsko-Buriackim Okręgu Autonomicznym, był słuchaczem irkuckiej obwodowej szkoły partyjnej, od 1958 do sierpnia 1961 I sekretarzem Ust-Ordyńskiego (Buriackiego) Komitetu Okręgowego KPZR, następnie zastępcą kierownika Wydziału Organów Partyjnych Komitetu Obwodowego KPZR w Irkucku.

## Odznaczenia
- Medal Sierp i Młot Bohatera Pracy Socjalistycznej (11 stycznia 1957)
- Order Lenina (11 stycznia 1957)
- Złoty Medal Wystawy Osiągnięć Gospodarki Narodowej (1956)

i medale.